# Zliszajowacenie
Zliszajowacenie, in. lichenizacja (łac. lichenificatio) – stan wzmożonego pogrubienia poletkowania i szorstkości skóry na tle przewlekłych stanów zapalnych. Charakterystyczny dla atopowego zapalenia skóry.